# Stadion an der Kreuzeiche
El Stadion an der Kreuzeiche se ubica en Reutlingen, en el estado federado de Baden-Württemberg, Alemania. Su equipo titular es el SSV Reutlingen, club que actualmente juega en la Oberliga Baden-Württemberg.

## Historia
Construida en el 'Stadion an der Kreuzeiche' 'en el 1953 año.
La tribuna fue después del partido el 9 de marzo de 2002, en comparación con 1. FSV Maguncia 05 demolido para dar paso a un nuevo edificio. El 14 de enero de 2003, la nueva tribuna fue inaugurado con un partido contra el FC Bayern Múnich. El resultado de las nuevas cargas financieras dirigidas a la negativa a conceder licencias en el verano de 2003 y la caída de la Reutlinger en la liga.

## Capacidad
La capacidad actual es:
- Tribuna cubierta 5228 asientos
- 10 000 plazas de pie que no están cubiertos lugares permanentes, de los cuales 1200, separados por una doble valla en el bloque de invitados
- Número total de 15 228 asientos

## Eventos
El estadio ya ha acogido tres partidos internacionales de fútbol de mujeres:
Como parte del campeonato de fútbol femenino en 2001, un doblete tuvo lugar el 28 de junio de 2001, Dinamarca derrotó a Francia con un resultado de 4 : 3 y también seguidamente Noruega e  Italia empataron 1 : 1.
El 15 de noviembre de 2003, el Selección femenina de fútbol de Alemania derrotó a la selección de Portugal con un marcador de 13 : 0. Este fue también el juego internacional de las primeras mujeres, que en el horario estelar fue transmitida en vivo en ARD.
El 26 de mayo de 2008, el estadio fue el escenario para el partido amistoso internacional entre  Polonia y  Macedonia, que terminó 1 : 1.